# Striamea magna
Espèce
Striamea magna est une espèce d'araignées mygalomorphes de la famille des Dipluridae.

## Distribution
Cette espèce est endémique du département de Magdalena en Colombie. Elle se rencontre dans la Sierra Nevada de Santa Marta entre 2 240 et 2 820 m d'altitude.

## Description
La carapace de la femelle mesure 3,38 mm sur 3,32 mm.

## Publication originale
- Raven, 1981 : Three new mygalomorph spiders (Dipluridae, Masteriinae) from Colombia. Bulletin of the American Museum of Natural History, vol. 170, p. 57-63 (texte intégral).